# Zhang Xinguang
Zhang Xinguang (en chino: 张新广; Cantón, 1965) es un deportista chino que compitió en bádminton. Ganó una medalla de bronce en el Campeonato Mundial de Bádminton de 1985, en la prueba de dobles mixto.

## Palmarés internacional
| Campeonato Mundial | Campeonato Mundial | Campeonato Mundial | Campeonato Mundial |
| Año                | Lugar              | Medalla            | Prueba             |
| ------------------ | ------------------ | ------------------ | ------------------ |
| 1985               | Calgary (Canadá)   | Medalla de bronce  | Dobles mixto       |